# Fjaðrárgljúfur

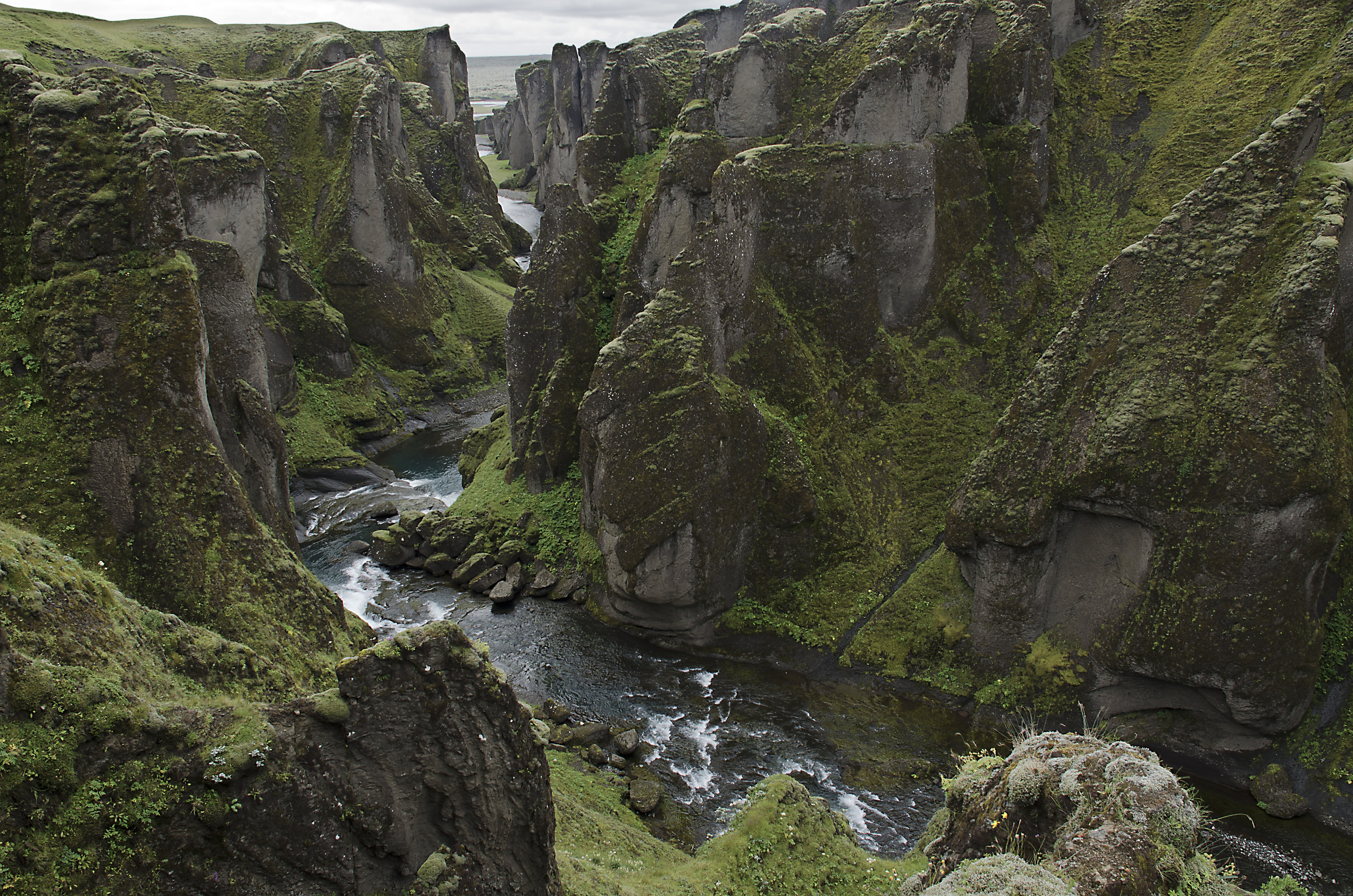
Vue en plongée du canyon.

Fjaðrárgljúfur est un canyon situé au sud-est de l'Islande à environ 8 km à l'ouest de Kirkjubæjarklaustur. 
En certains endroits, il atteint 100 m de profondeur et sa longueur est d'approximativement deux kilomètres. Il est traversé par la rivière éponyme Fjaðrá.

## Culture
Le chanteur Justin Bieber y a tourné le clip de  la chanson "I'll show you" fin 2015. Depuis, c'est l'affluence des touristes, dont le nombre a augmenté de 50% par an à compter de 2016 jusqu'à culminer à 300 000 personnes en 2018, visiteurs dont le piétinement menace la fragile végétation du site, lequel a été interdit d'accès entre mars et juin, le temps pour le tapis herbeux de se reconstituer.